# ザ・ロング・アンド・ワインディング・ロード
「ザ・ロング・アンド・ワインディング・ロード」（The Long and Winding Road）は、ビートルズの楽曲である。1970年5月8日に発売された12作目のイギリス盤公式オリジナル・アルバム『レット・イット・ビー』に収録され、3日後にアメリカでシングル・カットされ、Billboard Hot 100で20作目かつビートルズとしては最後となる第1位を獲得した。レノン＝マッカートニー名義となっているが、ポール・マッカートニーによって書かれた楽曲。
本作のレコーディングの大部分は、1969年1月にアップル・スタジオで行なわれ、その当時はシンプルなアレンジだった。1970年4月にアルバムの発売にあたり、プロデューサーのフィル・スペクターによってオーケストラと合唱がオーバー・ダビングされた。この処置にマッカートニーは憤慨し、ビートルズの解散およびアップル・コアでの共同経営の解消を要求する訴訟をロンドン高等裁判所に起こした際に、理由の一つとして本作のオーバー・ダビングを挙げた。ビートルズの解散後、当初のコンセプトに近いシンプルなアレンジが発売された。
2011年に『ローリング・ストーン』誌が発表した「100 Greatest Beatles Songs」で第90位にランクインした。

## 背景

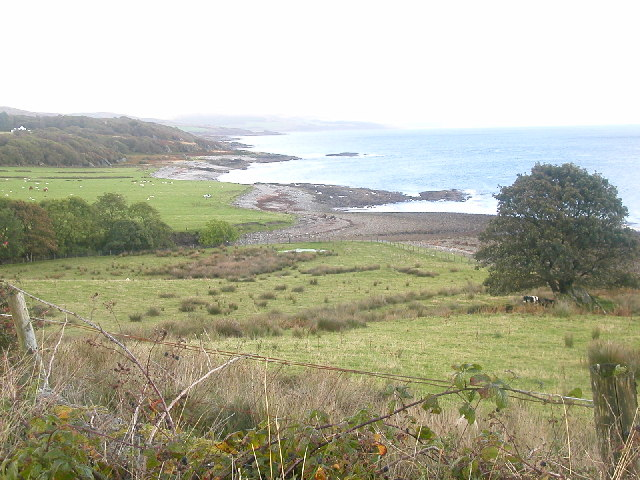
マッカートニーの農場があるキンタイアの海岸線。

マッカートニーは、1968年にビートルズのメンバー同士にあった緊張感からインスピレーションを受けて、スコットランドにある農場で「ザ・ロング・アンド・ワインディング・ロード」を書いた。タイトルおよび歌詞中に登場する「The Long and Winding Road（長く曲がりくねった道）」は、農場の近くにある道に由来している。マッカートニーは本作について「スコットランドの農場にあるピアノの前に座って弾き始めて、レイ・チャールズみたいな人が演奏することを想像しながら、『ザ・ロング・アンド・ワインディング・ロード』を書いた。穏やかなスコットランドの美しさから、いつもインスピレーションが沸くんだ」と振り返っている。
ロンドンに戻ったマッカートニーは、アルバム『ザ・ビートルズ』のレコーディング・セッション中にデモ音源をレコーディングした。マッカートニーは、トム・ジョーンズに「最後の恋」に次ぐシングル曲として楽曲提供を行なったが、ジョーンズが所属するレーベルが「悲しき呼び声」をシングル曲として発表することを計画していたため、ジョーンズが本作をレコーディングすることはなかった。
本作はピアノを主体としたバラードで、コード進行は僅かにジャズ調になっている。曲のキーは主にE♭メジャーだが、平行調のCマイナーも含まれている。
1994年のインタビューで、マッカートニーは「哀愁のある曲。僕はこういう曲が好きだ。消えてしまいそうな儚い想いを詰め込んでおくためにはいい器…ともいうべきか。精神科医のお世話になることもない。曲を書くことには即効性があるし、ただの“歌”だからそれで困らされることもない。いや、あるのかな？君を悩ませているものをテーブルの上に並べてそれを眺めてみるんだ。“歌”だから、誰かと言い合いになることもない。自分にはどうしても手の届かないものについて歌った曲だ。決して辿りつけない扉、そして延々と続く道についてのね」と語っている。

## レコーディング

### 1969年1月
「ザ・ロング・アンド・ワインディング・ロード」のレコーディングは、1969年1月26日にアップル・スタジオで開始された。本作のレコーディングは、ジョージ・マーティンのプロデュースのもと、マッカートニーがリード・ボーカルとピアノ、ジョン・レノンがベース、ジョージ・ハリスンがエレクトリック・ギター、リンゴ・スターがドラム、そして外部ミュージシャンのビリー・プレストンがローズ・ピアノという編成で行なわれた。当時ビートルズは、「デビュー当時のようにオーバー・ダビングを一切行わないアルバム」というコンセプトのもとで、アルバム『ゲット・バック』のレコーディング・セッションを行なっていたため、ピアノを演奏するマッカートニーに代わり、レノンがベースを演奏することとなったが、レノンはレコーディング中に幾度か演奏ミスを犯している。
ルーフトップ・コンサート翌日の1月31日に「屋上でのライブに適さない」と判断された楽曲のレコーディングが行われ、本作も新たなレコーディングが行われた。この日にレコーディングされたテイクは、後にアルバムに収録されたテイクと一部歌詞が異なっている。翌年に公開された映画『レット・イット・ビー』には、この日のテイクが使用された。
1969年3月にビートルズよりセッションでレコーディングされた音源をアルバムとしてまとめる作業を依頼されたグリン・ジョンズは、1月26日のテイクを採用した。しかし完成されたアルバム『ゲット・バック』の出来は思わしくなく、テスト盤が作成されるまでに至ったものの最終的に発売は見合わされた。この日のテイクは、1996年に発売された『ザ・ビートルズ・アンソロジー3』に収録された。

### 1970年4月
1970年初頭、レノンとマネージャーのアラン・クレインから依頼を受けたフィル・スペクターによって再プロデュースされ、アルバム・タイトルも「レット・イット・ビー」に変更された。当時、マッカートニーはクレインをマネージャーに迎えることを反対していたため、当時バンドメイトと疎遠になっていた。スペクターは、オーバー・ダビングに際して、1月26日のテイクを採用した。
スペクターは再プロデュースに際し、楽曲に対してさまざまな装飾を施した。顕著な例として、1970年4月1日にEMIレコーディング・スタジオで行なった本作と「アクロス・ザ・ユニバース」、「アイ・ミー・マイン」のためのオーケストラや合唱のオーバー・ダビング・セッションが挙げられる。このセッションにビートルズのメンバーから唯一参加したスターは、外部ミュージシャンと共にスペクターの特徴となる「ウォール・オブ・サウンド」を作り出した。アップル・コアのエンジニアであるピーター・ブラウンによると、その日のスペクターは執拗に各パートにエコーを求めた上、ボディーガードを同伴し、多数の薬物を30分おきに服用していたが、次第に指示が支離滅裂になり、オーケストラの団員は演奏を拒否した上、ブラウン自身も腹を立てて帰宅してしまったという。その後、スペクターは電話でブラウンに戻ってくるように懇願し、スタジオに残ったスターは1人でスペクターをなだめすかしていた。
スペクターは、ヴァイオリン（8丁）、ヴィオラ（4丁）、チェロ（4台）、ハープ（1台）、トランペット（3本）、トロンボーン（3本）、ギター（2本）、ドラム、そして14人の女性の合唱団を起用して、オーバー・ダビングを施した。オーケストラの指揮はリチャード・ヒューソン が務めた。この日に行なわれたオーバー・ダビング・セッションは、ビートルズが当初掲げていたコンセプトと正反対のものとなった。
4月2日にアルバムを完成させたスペクターは、各メンバーに対して「アルバムについて何かしたいことがあれば、言って欲しい。喜んで手伝うよ」というメモ書きと共にアセテート盤を送った。これに対して、メンバー全員がスペクターの作業を電報を通じて承認した。

## スペクターのオーバー・ダビングをめぐる論争
作家のピーター・ドゲットによると、マッカートニーはスペクターからアセテート盤を受け取った際に、バンドメイトの意見に合わせる必要性を感じたとのこと。しかし、後にアセテート盤を聴き返したマッカートニーは、スペクターが施したオーバー・ダビングに対して激怒し、4月10日のソロ・アルバム『マッカートニー』のプレスリリースで、「今後ビートルズのメンバーと創作活動をすることはない」と発言した。
4月14日にマッカートニーは、クレインに対して手紙を通して、本作からオーバー・ダビングした要素を消去するように要求した。クレインはマッカートニーに電話をかけたが、マッカートニーがアップルに報告なく番号を変更していたため繋がることはなかった。このため、クレインはマッカートニーに対して、電報を通してスペクターに連絡するように伝えた。
4月22日と23日に行なわれた『イヴニング・スタンダード』紙のインタビューで、マッカートニーは「アルバムは1年前には完成してたんだ。でも数か月前にジョンに呼ばれたフィル・スペクターがいくつかの曲を手直ししたんだ。数週間前になって『ザ・ロング・アンド・ワインディング・ロード』のリミックス版が僕のもとに送られてきた。そのミックスはハープやホルン、オーケストラ、それから女声コーラスで飾り立てられてて…僕は全く知らされてなかったんだ。信じられないよ。アセテート盤には、「これは必要なアレンジだ」というアラン・クレインからのメモ書きが添えられててさ。この一件でフィルを責めるつもりはないけど、ただここにこうして黙って座ってたら、好き勝手にされてしまうことに気がついたんだ。だからフィルに警告の意味で僕の要望を書いた手紙を送ったけど、未だに返事が来ないんだ」と語っている。
マッカートニーはクレインに対し、ビートルズのパートナーシップを解消するように要求したが、クレインはこれを拒否。これに憤慨したマッカートニーは、1971年初頭にクレイン及び他の3人のメンバーに対し、ビートルズの解散及びアップル・コアにおける共同経営の解消を求める訴訟をロンドン高等裁判所に起こした。その理由の一つとして、マッカートニーは「自分の許可なく、『ザ・ロング・アンド・ワインディング・ロード』に手を加えたこと」を挙げた。これに対し、スターは宣誓供述書の中で「スペクターがアセテート盤を送ってきた時に、メンバー全員がスペクターの作業を承認した。スペクターは電話でも「気に入ってくれたかい？」と尋ねてきて、ポールは「うん、問題ないよ」と返答していた。ところが、それから2週間後にポールはこれをキャンセルしようとした」と反論した。同年3月12日にマッカートニーの訴えが認められ、パートナーシップは解消され、ビートルズは正式に解散することとなった。
スペクターは、オーバー・ダビング・セッションを行なった理由について、レノンのベースの演奏ミスをカバーするために行なったとしている。音楽評論家のイアン・マクドナルドは、著書『Revolution in the Head』の中で本作について「この曲は、バラード奏者が歌うスタンダード・ナンバーとして作られた。レノンによる酷いベースの演奏が特徴で、ハーモニーがおぼつかない感じで、ところどころおかしなミスを犯している。『ザ・ロング・アンド・ワインディング・ロード』で聴けるレノンの粗末なベースは、ほとんど偶発的なものだが、完成した作品としてみた場合、妨害行為といえる」と書いている。
2003年にマッカートニーがハリスンやスター、レノンの未亡人であるオノ・ヨーコの承認を得て、当初のコンセプトに沿うかたちで編集が施された『レット・イット・ビー...ネイキッド』が発売された。同作には映画『レット・イット・ビー』や2015年に発売された『ザ・ビートルズ1』に付属のDVD/Blu-rayに収録された1月31日に録音されたテイクが使用されており、オリジナル版での「Anyway, you'll never know the many ways I've tried」というフレーズが、「Anyway, you've always known the many ways I've tried」となっている。その一方で、オーケストラをはじめとしたその他の楽器がオーバー・ダビングされていないため、当初のコンセプトに近いアレンジとなっている。

## リリース・評価
「ザ・ロング・アンド・ワインディング・ロード」は、イギリスで1970年5月8日に発売されたオリジナル・アルバム『レット・イット・ビー』に収録された。アメリカでは、アルバムに先駆けるかたちで、同月11日にB面に「フォー・ユー・ブルー」を収録したシングル盤として発売された。シングル盤は、1970年6月13日付のBillboard Hot 100で20作目かつバンド名義では最後となる第1位を獲得し、翌週までの2週にわたって首位を維持した。1999年2月にアメリカレコード協会よりプラチナ認定を受けた。
本作は、ビートルズ解散後に発売された『ザ・ビートルズ1967年〜1970年』、『ラヴ・ソングス』、『ビートルズ バラード・ベスト20』、『リヴァプールより愛を込めて ザ・ビートルズ・ボックス』、『リール・ミュージック』、『20グレイテスト・ヒッツ』、『ザ・ビートルズ1』などのコンピレーション・アルバムに収録された。
本作におけるオーケストレーションについて、『メロディ・メイカー』誌のリチャード・ウィリアムズは「ポールの歌はより緩やかで簡潔ではなくなっていて、スペクターのオーケストレーションは曲にバカラックの雰囲気をもたらしている。ストリングスは曲の随所に心地いい音色の豊かさを与えているが、曲のエンディング部分ではひどく邪魔している。特にハープが余計だ」と評している。『ローリング・ストーン』誌のジョン・メンデルゾーンは「彼の『ザ・ロング・アンド・ワインディング・ロード』の演出は、ポールのボーカルと歌が持つ倦怠感と、数えきれないほどのくだらない商人の手によるさらなる損傷の可能性を強調するために役立ち、恐ろしくて陰気なストリングスや馬鹿げた合唱のせいで聴くに堪えないものになった」と評し、「マッカートニーのうわべのロマン主義者としての進行中の物語の中であまり重要ではない章」「スペクターの“抑圧的なドロドロ”がなければ、やがて控えめで魅力的なものに成長し始めていたかもしれない」と付け加えている。
一方で、音楽学者のウィルフリッド・メラーズは「ポールが『ザ・ロング・アンド・ワインディング・ロード』の豪華なスコアを承認したかどうかはさておき、音楽には大きな期待が寄せられている。それは感情をからかうのではなく、感情が誠実さを持っているからだ」と評している。2003年にマッカートニーがオーケストラを含まないアレンジを発売する計画を発表した直後に、『モジョ』誌のレビューでジョン・ハリスは、レノンのベースの演奏ミスを引き合いにマッカートニーに考え直すことを勧めていた。
2006年に『モジョ』誌が発表した「The 101 Greatest Beatles Songs」では第27位、2011年に『ローリング・ストーン』誌が発表した「100 Greatest Beatles Songs」では第90位にランクインした。

## カバー・バージョン
マッカートニーは、1984年に公開された主演映画『ヤァ!ブロード・ストリート』のサウンドトラックとして、ジョージ・マーティンのプロデュースのもと、リード・サクソフォーンを取り入れたアレンジで本作をセルフカバーした。その後、1989年にアルバム『フラワーズ・イン・ザ・ダート』からのリカット・シングル『ディス・ワン』の7インチシングル（イギリス限定盤）には新たにレコーディングされた音源、『フィギュア・オブ・エイト』にビデオ・バージョンが収録され、日本では1991年に来日記念盤として発売された『フラワーズ・イン・ザ・ダート -スペシャル・パッケージ-』に収録された。
本作は、ビートルズ解散後のマッカートニーのライブの定番曲となっており、1976年『ウィングス・オーバー・ザ・ワールド・ツアー』では、ホーン・セクションを取り入れたアレンジで演奏された。1989年のソロライブ以降は、ストリングスを模したシンセサイザーのパートを含んだアレンジで演奏されているが、スペクターによるアレンジよりも控えめになっている。このうち、1990年4月のリオデジャネイロ公演でのライブ音源が『ポール・マッカートニー・ライブ!!』に収録され、2002年のデンバー公演でのライブ音源が『バック・イン・ザ・U.S. -ライブ2002』や『バック・イン・ザ・ワールド』に収録された。また、2005年に開催された『LIVE 8 London』では、エンディング・ナンバーとして演奏された。
また、本作は多数のアーティストによってカバーされており、以下のような例がある。
- レイ・チャールズ - 1971年に発売されたアルバム『Volcanic Action of My Soul』に収録[49]。
- グラディス・ナイト&ザ・ピップス - 1971年に発売されたアルバム『Standing Ovation』に収録[50]。
- アレサ・フランクリン - 1971年に発売されたアルバム『ヤング・ギフティッド・アンド・ブラック』に収録[51]。
- ケニー・ロジャース&ザ・ファースト・エディション - 1973年に発売されたアルバム『Rollin'』に収録[52]。
- オリビア・ニュートン＝ジョン - 1976年に発売されたアルバム『水の中の妖精（英語版）』に収録。
- ピーター・フランプトン - 1978年に公開された映画『サージェント・ペパーズ・ロンリー・ハーツ・クラブ・バンド（英語版）』のサウンドトラックとして歌唱[53]。
- ビリー・オーシャン - 1984年に発売されたアルバム『Suddenly』に収録[54]。『ビルボード』誌のAdult Contemporaryチャートで最高位24位を記録した[55]。
- ロバート・パーマー - 1998年に発売されたアルバム『リズム&ブルース』（日本盤）に収録。スバル・レガシィのコマーシャルソングとして使用された[56]。
- ウィル・ヤング＆ギャレス・ゲイツ - 2002年にシングルとして発売され、全英シングルチャートで2週連続第1位を獲得[57]。後にヤングのファースト・アルバム『フロム・ナウ・オン』に収録。
- ジュディ・コリンズ - 2007年に発売されたアルバム『Judy Collins Sings Lennon and McCartney』に収録[58]。
- キャット・スティーヴンス - 2014年に発売されたコンピレーション・アルバム『The Art of McCartney』に収録[59]。
- ジミー・ウェッブ - 2019年に発売されたアルバム『Slipcover』に収録[60]。
- ヒメーシュ・パテル - 2019年に公開された映画『イエスタデイ』で歌唱[61]。

## クレジット
※出典
ビートルズ
- ポール・マッカートニー - ボーカル、ピアノ
- ジョン・レノン - 6弦ベース
- ジョージ・ハリスン - エレクトリック・ギター
- リンゴ・スター - ドラム

外部ミュージシャン
- ビリー・プレストン - エレクトリック・ピアノ
- 演奏者不明 - ヴァイオリン18丁、ヴィオラ4丁、チェロ4台、ハープ1台、トランペット3本、トロンボーン3本、ギター2本、女声コーラス14人
- リチャード・ヒューソン - オーケストラ・アレンジ
- ジョン・バラム - コーラス・アレンジ

## チャート成績

### 週間チャート
| チャート (1970年)                       | 最高位 |
| --------------------------------------- | ------ |
| オーストラリア (Go-Set National Top 60) | 6      |
| オーストラリア (Kent Music Report)      | 7      |
| ベルギー (Ultratop 50 Wallonia)         | 15     |
| ベルギー (Ultratop 50 Flanders)         | 8      |
| Canada Top Singles (RPM)                | 1      |
| 日本 (オリコン)                         | 29     |
| オランダ (Single Top 100)               | 11     |
| ニュージーランド (Listener)             | 3      |
| スイス (Schweizer Hitparade)            | 8      |
| US Billboard Hot 100                    | 1      |
| US Easy Listening (Billboard)           | 2      |
| US Cash Box Top 100                     | 1      |
| 西ドイツ (Musikmarkt Singles)           | 3      |

| チャート (2021年)               | 最高位 |
| ------------------------------- | ------ |
| US LyricFind Global (Billboard) | 25     |

### 年間チャート
| チャート (1970年)                  | 順位 |
| ---------------------------------- | ---- |
| オーストラリア (Kent Music Report) | 43   |
| Canada Top Singles (RPM)           | 11   |
| US Cash Box                        | 36   |
| US Billboard Year-End              | 41   |

## 認定
| 国/地域                    | 認定     | 認定/売上数 |
| -------------------------- | -------- | ----------- |
| アメリカ合衆国 (RIAA)      | Platinum | 1,000,000^  |
| ^ 認定のみに基づく出荷枚数 |          |             |